# Observatorio de Arequipa
El Observatorio de Arequipa (Perú), llamado también Observatorio de Carmen Alto o Estación Boyden, situado en los Andes a 2438 metros de altitud, funcionó entre los años 1890 y 1926 y dependía del Observatorio del Harvard College.

## Historia
Su principal impulsor fue el director de esta institución, el astrónomo norteamericano
Edward Charles Pickering. Su propósito era instalar el primer gran observatorio en el hemisferio Sur. Consiguió recaudar el dinero necesario (más de un tercio de millón de dólares) gracias a la Fundación Boyden instituida por Uriah Boyden, a Catherine Bruce, viuda de un industrial siderúrgico de Nueva York, y a la fundación Henry Draper.

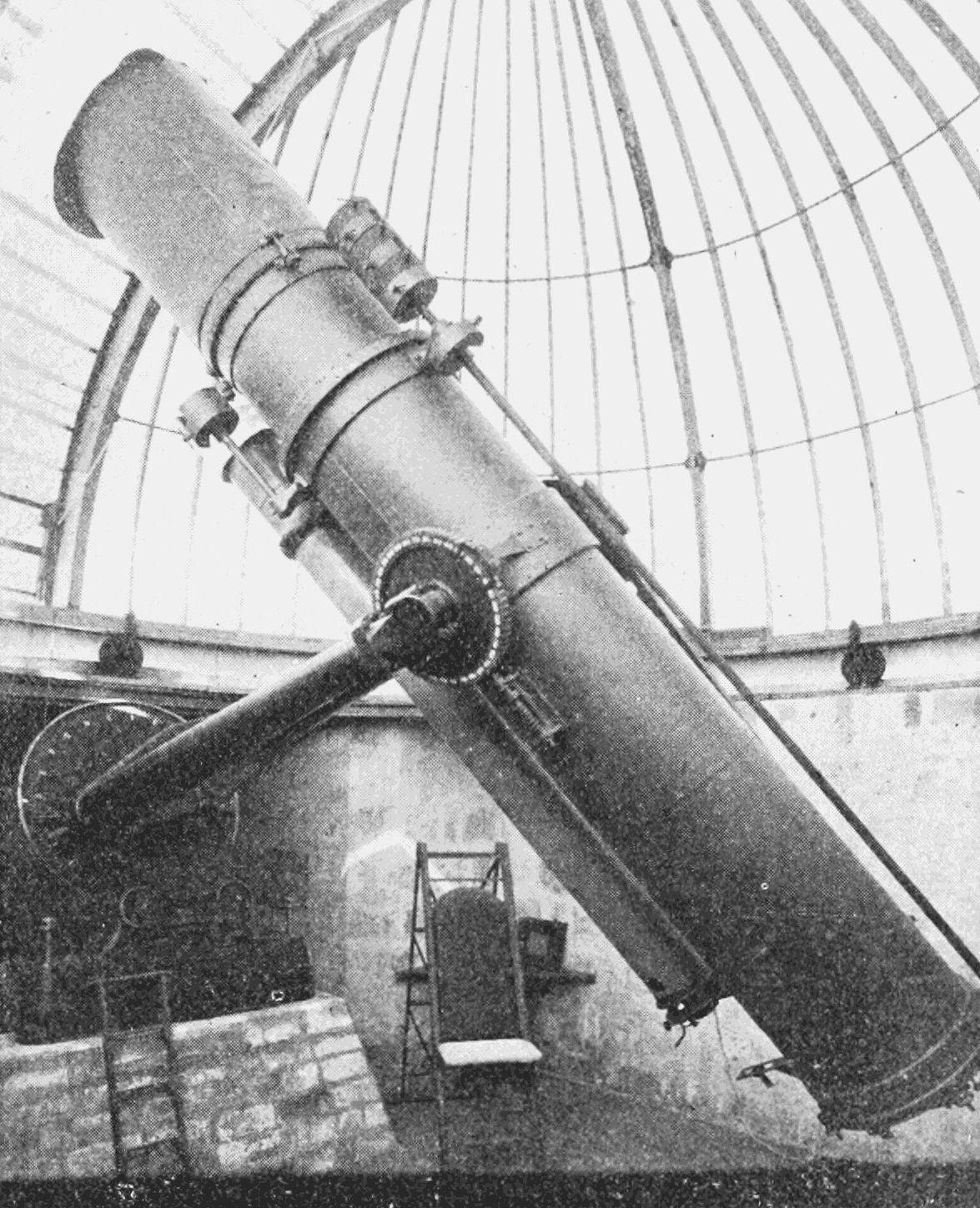
Bruce photographic telescope

Aunque Pickering y su compañero Solon Irving Bailey, primer director del observatorio, pensaron primero en Chosica, localidad a unos 50 kilómetros al este de Lima, al final se optó por Arequipa por su clima más benigno. El equipo constaba de un telescopio refractor fotográfico de 24 pulgadas llamado Bruce en honor a la viuda que lo sufragó y diseñado por Alvan Clark e Hijos en Cambridge en 1895. Este refractor de 61 cm de abertura era un instrumento monstruoso y enorme para su época. Con una exposición de una hora podía fotografiar estrellas más tenues de la magnitud 16, y en una sola placa fotográfica de grandes dimensiones podía cubrir un campo tan extenso como el que abarca la Osa Mayor. Contaba además con un refractor Boyden de 13 ”, una cámara Cooke, una cámara Metcalf de 10 ” y una cámara Bache de 8 ”. Fue en su tiempo el mayor telescopio fotográfico del mundo. En lugar de un lente acromático poseía un doblete con lo que obtenía un altísimo grado de corrección óptica y gran campo visual.
El 17 de enero de 1891, concluido el contrato de dos años de Solon Irving Bailey, lo sustituyó el hermano de Edward, William Henry Pickering, que trajo a dos astrónomos asistentes más y el resto del equipamiento técnico: el refractor Boyden de 13 pulgadas, un reflector de 20 pulgadas y una cámara fotográfica Voigtlander Doublet de pulgada y media de abertura. William dirigió el resto de las obras hasta que se terminaron en septiembre de 1891 y amplió los terrenos en que estaba asentado el observatorio. Además de descubrir la luna de Saturno Febe, instaló un observatorio meteorológico en el volcán Chachani a 5029 metros. Pero terminó los dos años de su contrato y volvió de nuevo Bailey con otro contrato por cinco años (1893-1898) y situó otra estación meteorológica, la más alta del mundo entonces, en la cima del Misti. Lisie Stewart y William Climer estuvieron un corto tiempo en 1898 y de nuevo volvió a dirigir el observatorio Bailey (1899-1905). Luego Royal Frost (1906-1908) y Frank Hincley (1909-1910), observando el paso del cometa Halley. Leon Campbel estuvo entre 1911 y 1915. John Parasquevopoulos fue el último director (1923-1926). Después el equipo fue desmontado y enviado y vuelto a montar en 1927 en Bloemfontein, Sudáfrica el Observatorio Boyden.

## Descubrimientos
Con las placas de las Nubes de Magallanes obtenidas allí Henrietta Swan Leavitt pudo descubrir la relación periodo‐luminosidad en las Cefeidas, lo que a la larga también sirvió para determinar el tamaño de la Vía Láctea y su distancia a las galaxias vecinas, y en definitiva, la escala del universo y demostrar la expansión del universo. Además empezó a catalogar fotográficamente el hasta entonces poco explorado cielo sur ayudando a producir el mapa fotográfico del cielo conocido como Survey de Harvard. Se descubrieron además una serie de novas en las constelaciones Norma, Carina, Centauro y Sagitario, y se profundizaron las investigaciones sobre los cúmulos estelares Messier 3 y Messier 5. Se descubrieron tres asteroides llamados (475) Ocllo, (504) Cora y (505) Cava (nombres quechuas relativos a la mitología inca). En realidad el nombre Cava debió ser Rahua: el nombre es un error de traducción derivado de que los registros de observación de la época se vertían primero al alemán y luego al inglés; en 2005 se dio ese nombre al asteroide (5056) Rahua.
El observatorio de Arequipa halló 1130 nebulosas y la luna Febe de Saturno. Febe fue de hecho el primer descubrimiento astronómico hecho mediante exposición fotográfica en el mundo además de ser el primer satélite con movimiento retrógrado descubierto en el sistema solar. Además aportó la parte más sustanciosa del Catalogo Henry Draper promovido por Pickering y continuado por Anne Cannon, que catalogó los espectros de 250 000 estrellas hasta la magnitud 9 tomados desde la estación de Arequipa.
El primer director del observatorio fue William Henry Pickering, hermano del impulsor del proyecto; también destacó el dr. Delisle Stewart entre 1898 y 1901, considerado actualmente como uno de los iniciadores de la astrofotografía moderna y que dejó su trabajo en el Observatorio de Cincinatti para establecerse en Arequipa. En 1927 la estación fue desmantelada y sus instrumentos llevados a Bloemfontein, en Sudáfrica.

## Áreas de Investigación
- Estudio fotográfico del hemisferio sur (búsqueda de estrellas variables).
- Análisis espectral (?).
- Observaciones meteorológicas.

## Instrumentos de Observación
- Refractor fotográfico de 24 pulgadas (61 cm) de abertura f / 5.6 «Bruce» (1893).
- Fotómetro meridiano.
- Refractor de 20 pulgadas de corto alcance (?).
- Cámara fotográfica «Metcalf» (D = 10 pulgadas, f / 5).
- Refractor de enfoque visual de 14 cm 490sm.
- Refractor de 13 pulgadas.
- Refractor (fotográfico) de 8-pulgadas - capturado alrededor de 2000 platos fotográficos.
- Refractor de 5 pulgadas (telescopio solar).
- Refractores de 3 y 2.5 pulgadas.

## Datos Interesantes
- Primera estación meteorológica en el hemisferio sur.
- La herramienta fotográfica más grande en el momento de la instalación (apertura de 61 cm).
- Asteroide (737) Arequipa es un asteroide que orbita al Sol. Fue nombrada por la ciudad de Arequipa, donde el observatorio de Boyden de Harvard fue situado antes de 1927.

## Galería

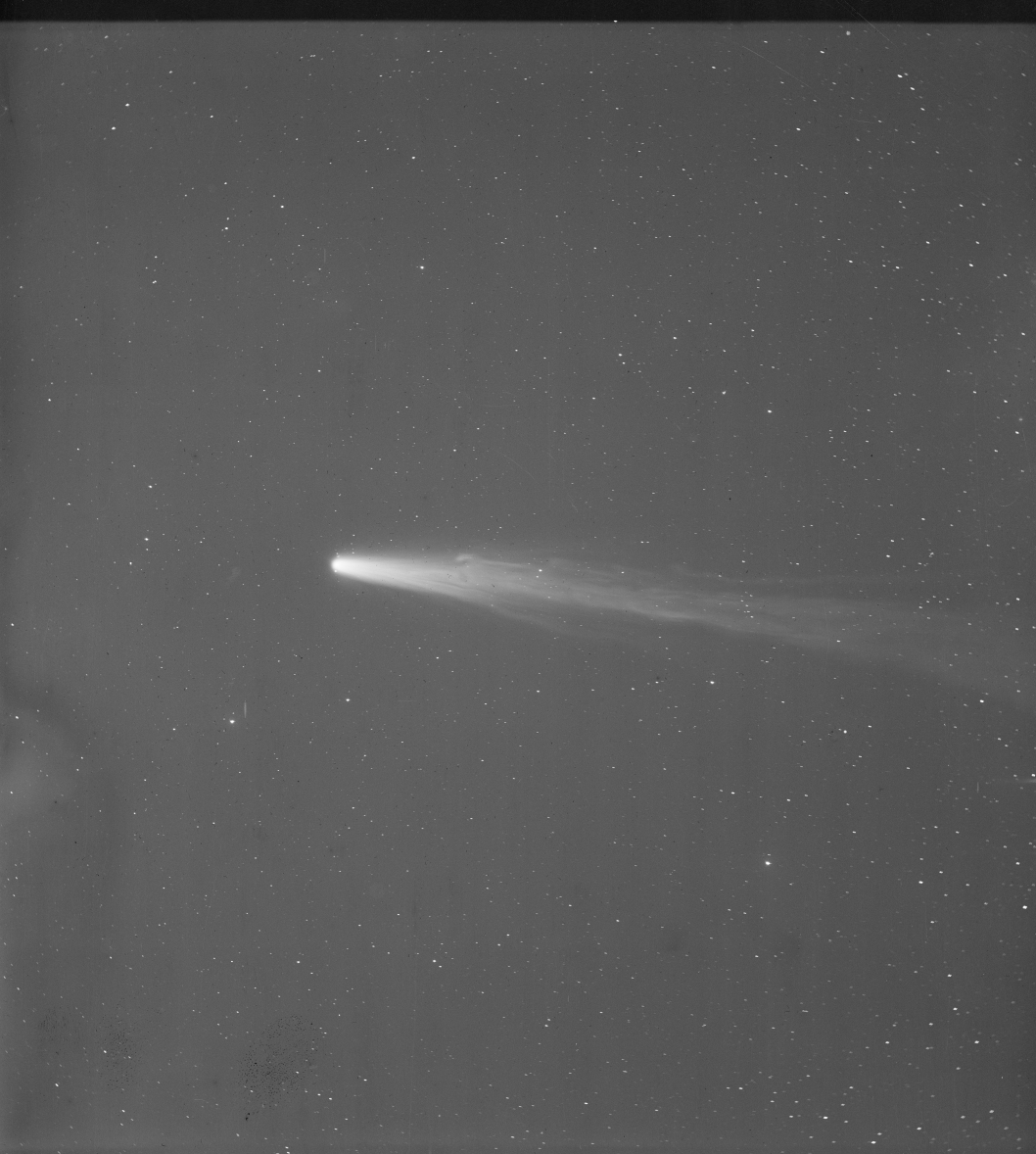
Porción de la placa b41215 del Cometa Halley tomado el 21 de abril de 1910 en Arequipa con el Bache Doublet de 8 pulgadas, Voigtlander. La exposición fue de 30 minutos centrada en 23h 41m 29s.
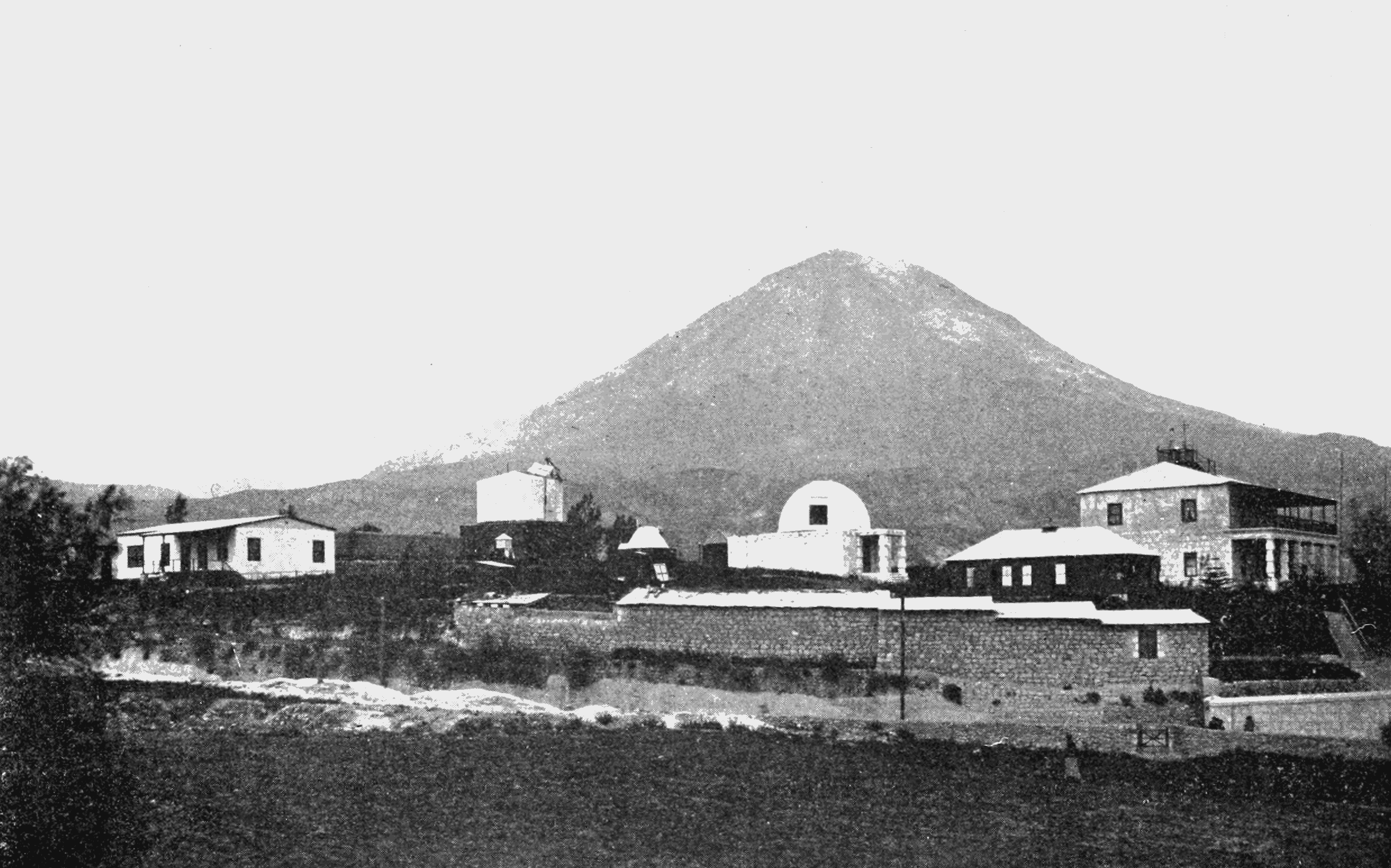
The Arequipa Station del Observatorio del Harvard College.
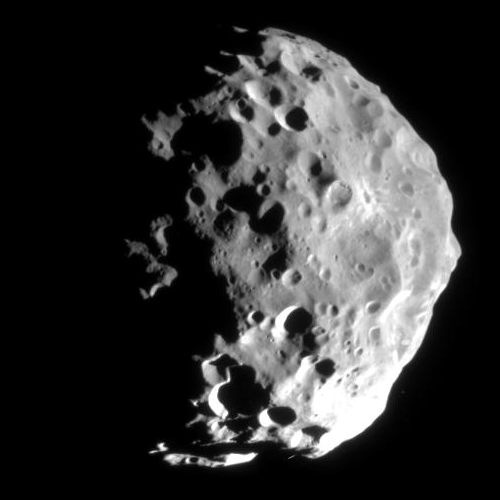
El satélite de saturno Febe es uno de sus primeros descubrimientos.
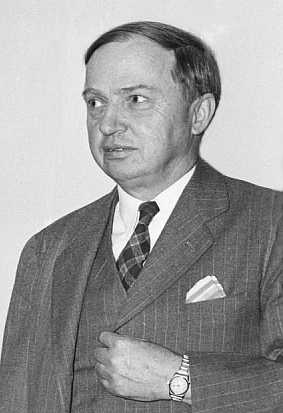
Basado en observaciones en el observatorio Harlow Shapley fue capaz de determinar la estructura de la Vía Láctea.